# Onderscheidingen in Mecklenburg-Strelitz
Het groothertogdom Mecklenburg-Strelitz heeft tot 1918 bestaan. Net als de andere Duitse vorsten reikten ook de groothertogen veel ridderorden en onderscheidingen uit. De catalogus noemt:
- Drie ridderorden waarvan twee met de Groothertogen van Mecklenburg-Schwerin werden gedeeld
- zes burgerlijke onderscheidingen
- 27 militaire onderscheidingen

Van deze 36 verschillende onderscheidingen zijn 81 verschillende rangen, graden en uitvoeringen bekend.
Van 1918 tot aan de opheffing van de Duitse vrijstaten door de nazi's in 1934 was Mecklenburg-Strelitz een "vrijstaat" in het Duitse Rijk. Na de Tweede Wereldoorlog hield het land op te bestaan.

## Onderscheidingen

### De ridderorden
- De Huisorde van de Wendische Kroon, (Duits: Hausorden der Wendischen Krone) (1864-1918). De orde werd van 1864 tot 1918 door beide groothertogen gedeeld. De Strelizer kruisen onderscheiden zich door het motto "AVITO VIRET HONORE"[2] op de ring. De grote keten heeft in Streliz andere schakels gekregen. De orde bestaat nu nog als Huisorde van het voormalig groothertogelijke Huis van Mecklenburg waarin de aanspraken op de troon van beide groothertogdommen zijn verenigd.
- De Orde van de Griffioen, (Duits: Greifen-Orden) (1884-1918) De orde werd na 1904 met Meckleburg-Schwerin gedeeld.
- De Orde voor Kunst en Wetenschap, (Duits: Orden für Kunst und Wissenschaft), die van 1909 tot 1918 alleen in Mecklenburg-Strelitz bestond.

### De burgerlijke onderscheidingen
- De Gouden Medaille van Verdienste (Duits: Goldene Verdienstmedaille) (1904-1914)
- De Zilveren Medaille van Verdienste (Duits: Silberne Verdienstmedaille) (1904-1914)
- De Bronzen Medaille van Verdienste (Duits: Bronzene Verdienstmedaille) (1904-1914)

Deze laatste medaille werd in 1918 in geoxideerd zink geslagen.
- De Zilveren Medaille voor Redding uit Levensgevaar. (Duits: Silberne Medaille für Rettung aus Lebensgefahr) (1910-1920)
- De Zilveren Medaille voor Kunst en Wetenschap (Duits: Medaille für Kunst und Wissenschaft) (1909-1918)
- Het Herinneringskruis voor Vrouwelijke Trouwe Dienst (Duits: Erinnerungskreuz für langjährige weibliche Diensttreue) (1911-1918)

### De herinneringsmedailles
- De Medaille ter Herinnering aan het Gouden Huwelijk van het Groothertogelijke Paar (Duits: Medaille zur Erinnerung an die Goldene Hochzeit des Großherzöglichen Paares) in vier klassen. 1893
- De Medaille ter Herinnering aan het Diamanten Huwelijk van het Groothertogelijke Paar (Duits: Medaille zur Erinnerung an die Diamantene Hochzeit des Großherzöglichen Paares) in drie klassen. 1903
- De Herinneringsmedaille aan Groothertog Adolf Friedrich V, (Duits: Erinnerungsmedaille für den Großherzog Adolf Friedrich V) 1914

### De militaire onderscheidingen
- Het Kruis voor Verdienste in de Oorlog, (Duits: Kreuz für Auszeichnung im Kriege) Deze onderscheiding werd in twee klassen en in 15 verschillende uitvoeringen uitgereikt. Het kruis diende hetzelfde doel als het Militaire Kruis van Verdienste van Mecklenburg-Schwerin en de IIe Klasse werd eveneens aan een blauw lint met geel- en rode bies gedragen. Het kruis werd aan een afwijkend rood lint met blauw en gele biesen ook aan non-combattanten uitgereikt.
- Het Adolf-Friedrich-Kruis, (Duits: Adolf-Friedrich-Kreuz) (1917-1918)
- De Medaille van de Veteranenverenigingen (Duits: Kriegervereinsmedaille) (1906-1918)

### De dienstonderscheidingen (Duits:Dienstauszeichnungen)
- Het Militaire Dienstkruis voor Officieren voor 25 dienstjaren. (Duits: Militär-Dienstkreuz für Offiziere) (1846-1872)

Deze onderscheiding was vrijwel gelijk aan het Officiersdienstkruis, (Duits: Offiziersdienstkreuz), dat tussen 1841 en 1872 in Mecklenburg-Schwerin in tal van varianten werd uitgereikt. Alleen het medaillon met het groothertogelijke monogram verschilde. Mecklenburg-Strelitz hield het bij één gouden of verguld bronzen kruis voor 25 dienstjaren
- Het Militaire Dienstkruis voor Onderofficieren (Duits: Militär-Dienstkreuz für ... Dienstjahre der Unteroffiziere) (1846-1924)

Van dit dienstkruis werden 8 uitvoeringen verleend. Kruisen voor 35, 18 en 12 dienstjaren, Kruisen der Ie, Iie en IIe Klase en Kruisen viir 15 en 12 dienstjaren. Anders dan in Mecklenburg-Schwerin was er geen onderscheiding voor jubilerende manschappen.
- De Dienstonderscheiding IIe Klasse voor de Landweer, (Duits: Dienstauszeichnung der Landwehr) (1875-1913) Een zogenaamde gesp of schnalle op een strookje lint. De gesp was van 1874 tot 1913 van zwartgemaakt ijzer en van 1913 tot 1924 van koper.

## De vrijstaat Mecklenburg-Strelitz (1918-1934)
De Weimarrepubliek reageerde op de stortvloed aan klatergoud en onderscheidingen van de monarchieën met een grondwetsartikel waarin werd vastgelegd dat Duitsland geen onderscheidingen zou kennen. De
Duitse staten ontdoken dit verbod al na korte tijd al werden er niet meer zoveel onderscheidingen ingesteld als in de vooroorlogse periode. Mecklenburg-Schwerin beperkte zich tot een reddingsmedaille. Mecklenburg-Streliz stichtte twee onderscheidingen in drie uitvoeringen.
- De Reddingsmedaille 1922-1932
- De Medaille voor Kunst en Wetenschap (Duits: Medaille für Kunst und Wissenschaft) (1928)

## Mecklenburg na de Tweede Wereldoorlog
Na de Tweede Wereldoorlog was er lange tijd geen sprake van Mecklenburg meer en door nieuwe districten in te voeren poogde de DDR om het historisch bewustzijn van een gezamenlijke Mecklenburgse geschiedenis en traditie te onderdrukken en in de vergetelheid te brengen. Na de val van de Berlijnse Muur werd een nieuw bondsland, met de naam Mecklenburg-Voor-Pommeren gesticht dat Mecklenburg-Schwerin, Mecklenburg-Strelitz en noordelijke delen van het vroegere Pruisen omvat.
De nieuwgekozen democratische regering stichtte de Orde van Verdienste van het Land Mecklenburg-Voor-Pommeren,